# 和田行
和田 行（わだ こう、1963年 - ）はmmbi常務取締役（編成担当）、フジテレビのテレビドラマプロデューサー・映画プロデューサー。妻は女優の土居裕子。

## 人物
東北大学文学部卒業後、1987年フジテレビ入社。事業部、編成部、編成制作局ドラマ制作センター部長、ドラマ制作担当局長、映画事業局担当局長などを経て2012年6月28日付でmmbiへ出向し編成統括部エグゼクティブプロデューサーを経て、2013年6月13日付でmmbi常務取締役（編成担当）に就任。もう！バカリズムさんのH！等を編成。
テレビドラマのプロデューサーとしての代表作は『HERO』で、企画担当としての代表作は2003年の『白い巨塔』、2005年では『救命病棟24時』第3シリーズ、『エンジン』。2004年12月29日放送の特別番組『中村勘九郎 特別な二人』企画担当。『金曜プレステージ』の企画担当や、共同テレビジョンとの作品にも携わる。

## テレビ

### プロデューサー
- 瀬戸内少年野球団（1993年、日産60周年記念スペシャル）
- 木曜劇場都合のいい女（1993年）
- 木曜劇場グッドモーニング（1994年）
- ハートにS
- 平成教育委員会（後期担当・齋藤秋水からの引き継ぎ）
- 家族の食卓'95　愛、絆そして一番大切なもの（1994年）
- 沙粧妙子-最後の事件-　SASHOW THE LAST CASE（1995年）
- GTO(1998年)
- BRAND（2000年）
- ラブコンプレックス（2000年）
- HERO（2001年）
- 救命病棟24時第2シリーズ（2001年）
- ピッキングトリオの事件簿（2001年）
- ビッグマネー!〜浮世の沙汰は株しだい〜（2002年）
- 天才柳沢教授の生活（2002年）
- X'smap〜虎とライオンと五人の男〜（2004年）

### 企画
- 木曜の怪談'97（1997年）
- 腕まくり看護婦物語（1997年 - 1999年）
- 渥美清のああ、青春日記（1997年）
- 甘い結婚（1998年）
- 恋はあせらず（1998年）
- 走れ公務員!（1998年）
- ナオミ（1999年）
- おだまりコンビシリーズ（1999年 - 2002年）
- 金曜エンタテイメント10周年特別企画「八つ墓村」(2003年)
- プレミアムステージ「犬神家の一族」(2004年)
- 白い巨塔（2003年 - 2004年）
- 救命病棟24時第3シリーズ（2005年）
- エンジン（2005年）
- 浅見光彦シリーズ（2006年 - 2007年）
- 津軽海峡ミステリー航路（2006年 - 2007年）
- 岡部警部シリーズ（2006年 - ）
- ドラマスペシャル HERO（2006年）
- 土曜プレミアム「東京タワー 〜オカンとボクと、時々、オトン〜」（2006年）
- 悪魔が来りて笛を吹く（2007年）
- 会いたかった 〜向井亜紀・代理母出産という選択〜（2007年）
- 松本喜三郎一家物語 〜おじいさんの台所〜（2007年）
- 千の風になって ドラマスペシャル（2007年 - ）
- 花いくさ 〜京都祇園伝説の芸妓・岩崎峰子〜（2007年）
- わが家の歴史 （2010年春、フジテレビ開局50周年企画）

### 編成
- バージンロード（1997年）
- 奇跡体験!アンビリバボー（1997年・編成企画）
- 北野富士（1997年4月から・編成企画）
- 足立区のたけし、世界の北野（1997年・編成企画）
- 突撃!お笑い風林火山（1997年・編成企画）
- SMAP×SMAP（1998年）

### 制作
- 笑っていいとも!春・秋の祭典スペシャル
- 夜の笑っていいとも!春・秋のドラマ特大号

### 制作統括
- 中居正広の(生)スーパードラマフェスティバル

## 映画
協力プロデューサー
- GTO（1999年）

プロデューサー
- NIN×NIN 忍者ハットリくん THE MOVIE （2004年）